# Ruwenzorisorex suncoides
Ruwenzorisorex suncoides är ett däggdjur i familjen näbbmöss och den enda arten i sitt släkte.

## Beskrivning
Arten är jämförd med andra näbbmöss mera kraftig byggd, den korta svansen saknar nästan alla hår. Annars är pälsens färg svart. Vuxna individer når en kroppslängd mellan 92 och 95 mm och därtill kommer en 55 till 62 mm lång svans. Vikten ligger vid cirka 18 gram.
Som anpassning till vistelser i vatten har arten en vattenavvisande päls, korta öron och en svans som är på ovansidan mörkare än på undersidan. Däremot förekommer ingen simhud och inte heller styva hår på fötterna som skulle underlätta simningen. Ruwenzorisorex suncoides har 1,0 till 1,3 mm långa klor. På varje sida av överkäken är de två yttre framtänderna, hörntanden och den första premolaren lika konstruerade med en enkel spets.
Utbredningsområdet sträcker sig över Ruwenzoribergen samt över angränsande regioner av östra Kongo-Kinshasa, Uganda, Ruanda och Burundi. Näbbmusen vistas i regnskogar mellan 800 och 2 300 meter över havet.
Det är nästan ingenting känt om levnadssättet. Det antas att den rör sig på marken och delvis i vattnet samt att den har insekter och blötdjur som föda. Arten simmar vanligen i mindre vattendrag som inte är djupare än 20 cm.
Efter upptäckten var arten bara känd från fem individer. Under nyare tider blev den återupptäckt i Burundi. IUCN listar R. suncoides som sårbar (vulnerable).